# りんくう町
りんくう町（りんくうちょう）は、愛知県常滑市にある地名。現行行政地名はりんくう町1丁目からりんくう町3丁目。

## 地理
常滑市の中央部の西部に位置していて、西側は伊勢湾に面している。

## 歴史
2002年、埋立地より成立。

## 世帯数と人口
2023年（令和5年）1月31日現在の世帯数と人口は以下の通りである。
| 町丁       | 世帯数  | 人口  |
| ---------- | ------- | ----- |
| りんくう町 | 227世帯 | 233人 |

## 学区
市立小・中学校に通う場合、学区は以下の通りとなる。
| 番・番地等 | 小学校               | 中学校             |
| ---------- | -------------------- | ------------------ |
| 全域       | 常滑市立常滑西小学校 | 常滑市立常滑中学校 |

## 交通

### 鉄道
名古屋鉄道（名鉄）
■ 空港線 りんくう常滑駅

### 道路
- セントレアライン

## 施設
- イオンモール常滑
- コストコ 中部空港倉庫店
- めんたいパークとこなめ
- まるは食堂 りんくう常滑店
- 愛知ダイハツ りんくうシーサイド店
- NTP名古屋トヨペット マリーナりんくう
- UnyOil 常滑りんくうSS（ガソリンスタンド）

## その他

### 日本郵便
- 郵便番号 : 479-0882[3]（集配局：常滑郵便局[6]）。